# Neoplocaederus glabricollis
Neoplocaederus glabricollis es una especie de escarabajo longicornio del género Neoplocaederus, tribu Cerambycini, subfamilia Cerambycinae. Fue descrita científicamente por Hope en 1843.

## Descripción
Mide 17 milímetros de longitud.

## Distribución
Se distribuye por Camerún, Costa de Marfil, Guinea, Malí y República Centroafricana.